# Biotonne

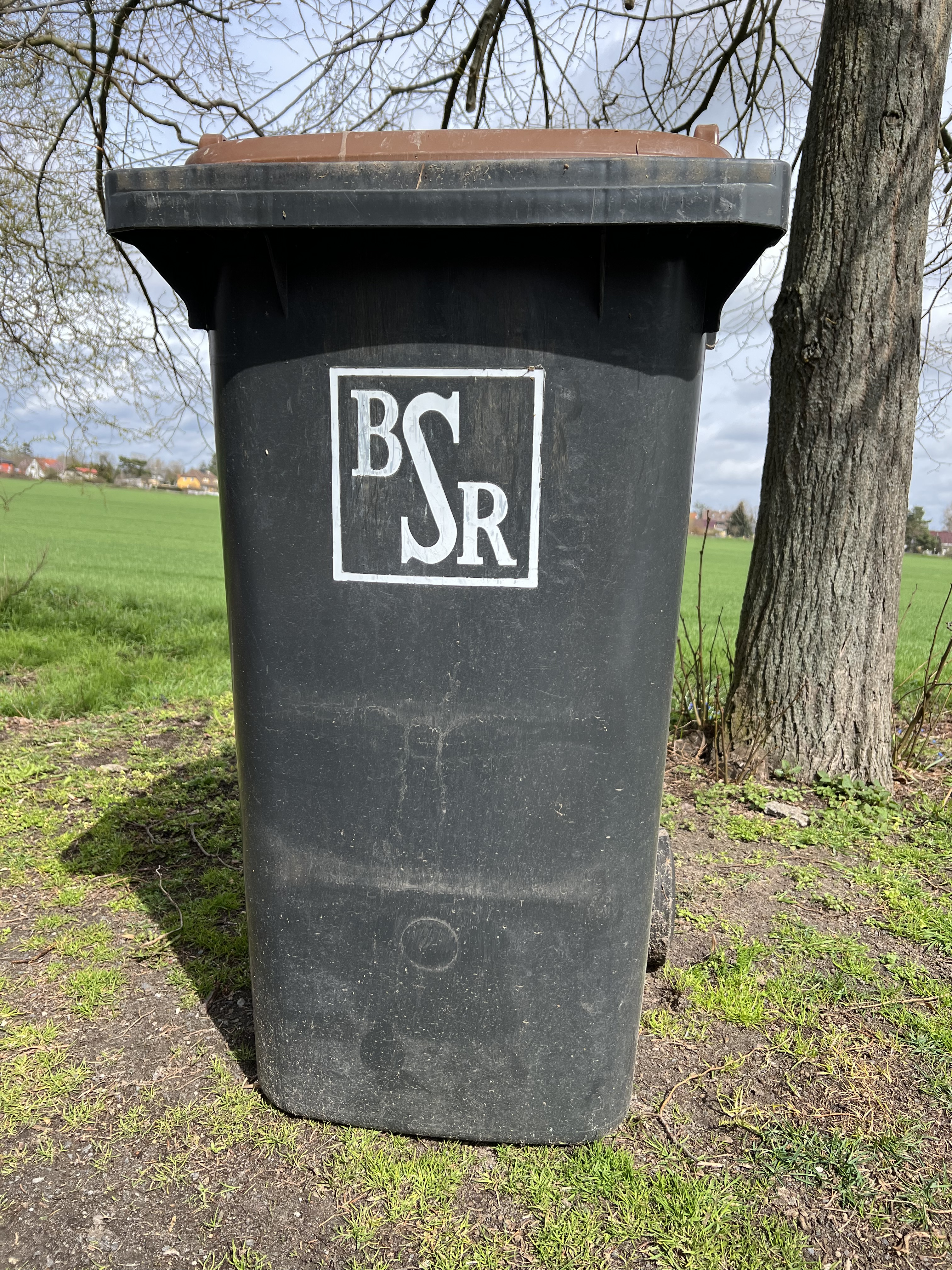
240-l-Bio-Tonne in Berlin

Die Biotonne ist ein Behälter aus Kunststoff mit Deckel, in dem die im Haushalt anfallenden biologisch verwertbaren Abfallstoffe entsorgt werden können. In Deutschland und Österreich ist die Biotonne braun oder grün gefärbt, in der Schweiz stehen grüne Behälter im Einsatz. Im Gegensatz zur übrigen Abfallentsorgung ist die dort Grünabfuhr genannte Entsorgung je nach Gemeinde extrem unterschiedlich oder sogar gar nicht organisiert. Zürich z. B. bot seine Grünabfuhr erst im Jahr 2013 an.

## Mengenstatistik und Anschlussrate
Nach Angaben des Statistischen Bundesamtes wurden im Jahr 2006 in Deutschland 12,4 Mio. Tonnen organische Abfälle in 1.742 biologischen Behandlungsanlagen (einschließlich Vergärung) behandelt. 7,6 Mio. Tonnen wurden kompostiert. Das darüber hinaus erschließbare Potential wird auf 2–4 Mio. Tonnen organischer Abfälle geschätzt.
Mit Stand Dezember 2002 war in etwa 79 % aller abfallwirtschaftlichen Verwaltungseinheiten das System Biotonne eingeführt. Der durchschnittliche Anschlussgrad innerhalb der Verwaltungseinheiten mit Biotonne betrug ca. 56 % der Einwohner. Damit waren ca. 47 % der Bevölkerung in der Bundesrepublik Deutschland an eine Bioabfallerfassung mit Biotonnen angeschlossen. Rund 15 Mio. Einwohner leben in Gebietskörperschaften, die noch nicht an die Biotonne angeschlossen sind. In Gebieten mit eingeführter Biotonne liegt die mittlere Anschlussquote bei rund 60 %, das heißt, in diesen Gebieten nutzen etwa 36 Mio. Einwohner die Biotonne nicht.
Fricke hat 2003 und in den Jahren davor genaue Untersuchungen hinsichtlich des häuslichen Wegwerfverhaltens unternommen. Im Ergebnis wurde der Anteil pflanzlicher Abfälle im Hausmüll bei 48 Gewichtsprozenten ermittelt.
Die Biotonne wurde gemäß § 11 Abs. 1 Kreislaufwirtschaftsgesetz in ganz Deutschland zum 1. Januar 2015 verpflichtend eingeführt, so dass aktuell eine Anschlussquote von 100 % erreicht sein sollte. Nach der aktuellen Fassung des KrWG ist allerdings der §11 Abs. 1 weggefallen.

## Gebühr und Anschlusszwang
Für die Bereitstellung einer Biotonne wird zumeist von den Entsorgungsunternehmen eine gesonderte Gebühr erhoben. Der Anschlusszwang an die Biotonne wird allerdings in den abfallwirtschaftlichen Verwaltungseinheiten sehr unterschiedlich gehandhabt. So bestand 1997 in 59 % der Verwaltungseinheiten mit Bioabfallerfassung ein Anschlusszwang. Jedoch boten mehr als 90 % dieser Verwaltungseinheiten mit Anschlusszwang durch schriftlichen Nachweis der Eigenkompostierung eine Befreiung vom Abschluss an – in 52 % der Einheiten mit Anschlusszwang konnte auch eine gemeinschaftliche Nutzung einer Biotonne mit Nachbargrundstücken erfolgen.
Im Leitsatz zur Berücksichtigung der Bioabfallentsorgung bei der Abfallentsorgungsgebühr erkennt das Niedersächsische Oberverwaltungsgericht als Recht:
„Der Satzungsgeber muss durch die Gebührenregelung einen Anreiz zur Trennung der Abfallfraktionen geben; die Gebührenregelung soll die Akzeptanz der Bioabfalltonne bewirken; die Eigenkompostierung darf nicht verboten oder unzumutbar erschwert werden; dem Bürger darf nicht über einen ‚finanziellen Anschlusszwang‘ eine Biotonne aufgezwungen werden.“
Ähnlich entschied das Verwaltungsgericht Köln; hier wurde dem Satzungsgeber die Möglichkeit verschafft, zur Aufrechterhaltung der Funktionsfähigkeit der Bioabfallerfassung und -verwertung auch diejenigen mit Kosten der Biotonne zu belasten, die diese nicht nutzen. Einen Gebührenabschlag für die praktizierte Eigenkompostierung schließe dies entsprechend dem Regierungsentwurf zum LAbfG NW nicht aus.

## Sammelsysteme

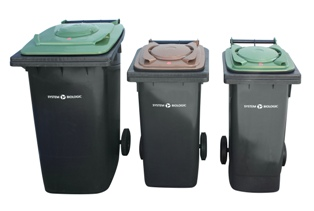
Biotonne mit Biofilterdeckel

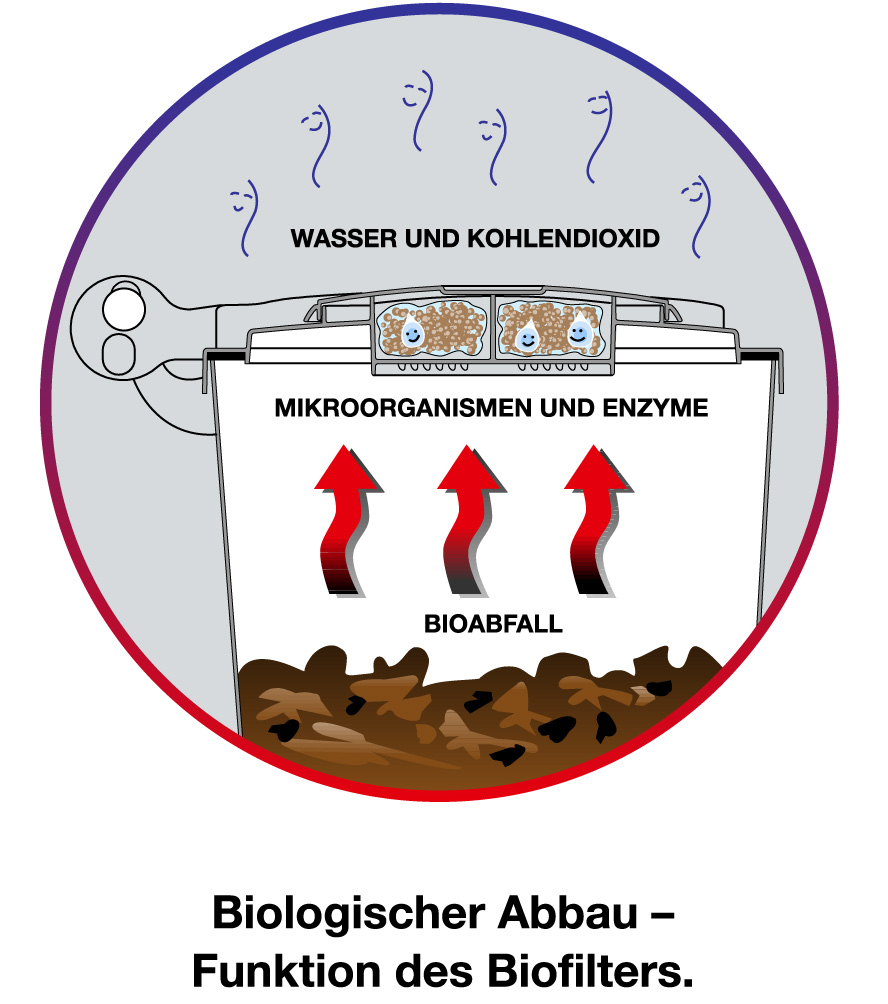
Funktion des Biofilterdeckels

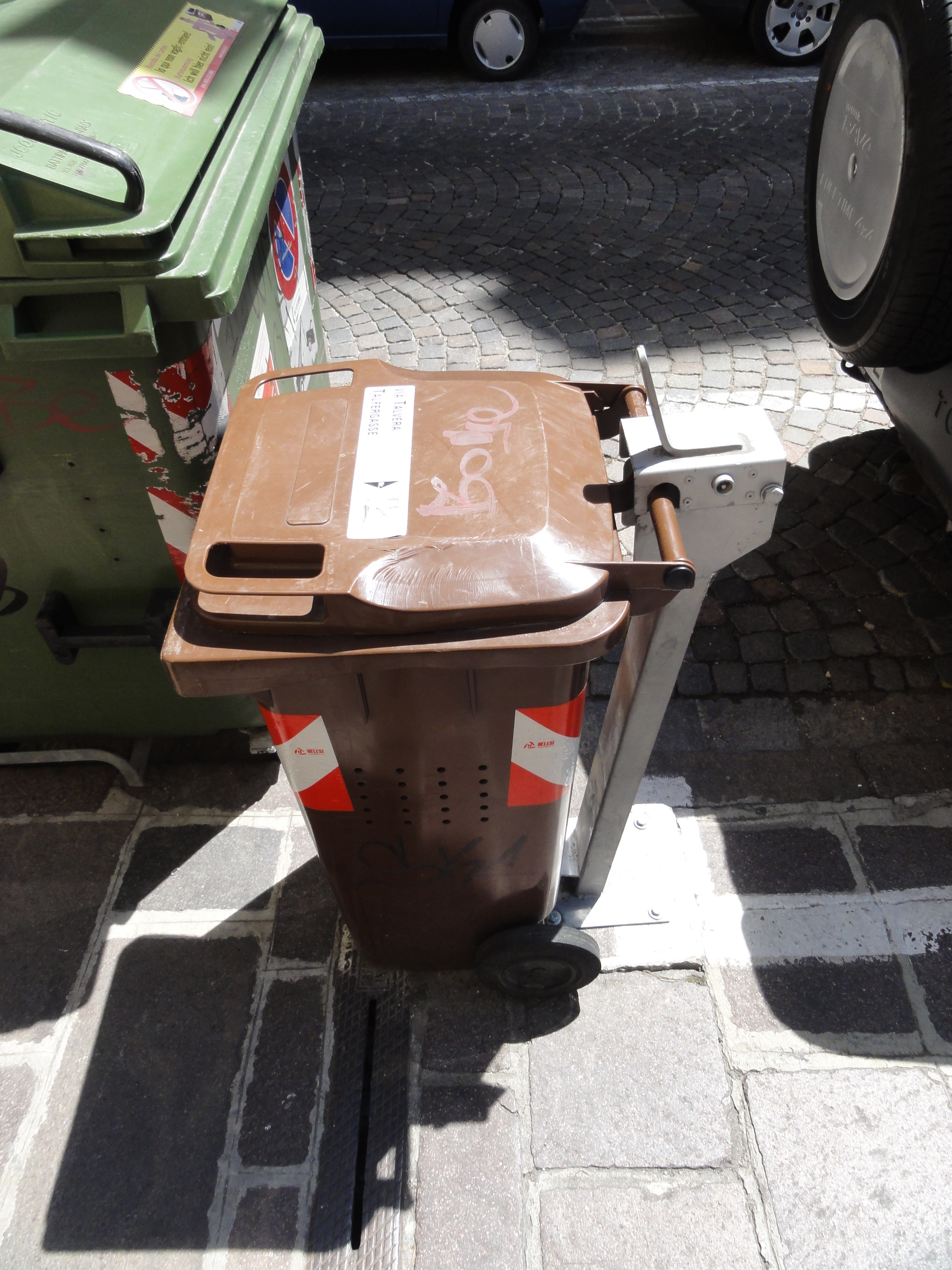
Biotonne mit seitlichen Belüftungslöchern

Zur Einführung der Biotonne Anfang der 1990er Jahre wurden Standard-Müllgroßbehälter (MGB) benutzt, wie sie auch heute noch für die Sammlung von Restabfällen üblich sind. Schnell merkte man jedoch, dass die Belastung durch Ungeziefer und Faulgase aus dem Behälter zu Beschwerden in der Bevölkerung führte. Aus diesem Grund wurden verschiedene Behälterentwicklungen vorangetrieben. Zunächst wurden Behälter mit Belüftungslöchern bzw. Belüftungsschlitzen angeboten, später gab es Behälter mit antibakteriell wirkenden Beschichtungen im Kunststoff. Eine weitere Entwicklung war Mitte der 1990er Jahre ein dichtschließender Bio-Filterdeckel für Biotonnen.
In belüfteten Behältern sollte der Bioabfall schon im Behälter vortrocknen, um so eine Geruchsentwicklung zu vermeiden. Die Sammlung in belüfteten Behältern funktioniert nur bei reinen Grün- und Gartenabfällen. Sie hat sich aber bei der Sammlung von Küchenabfällen und Speiseresten nicht bewährt. Die Ursache dafür liegt darin, dass Fliegen weiterhin ungehindert Zugang in das Gefäß finden, so dass eine massenhafte Madenentwicklung im Sommer unvermeidbar war. Auch das Belüften der Speisereste in der Biotonne minderte die Geruchsbelästigung nicht. Das Bundesministerium für Umwelt, Naturschutz und Reaktorsicherheit (BMU) stellt hierzu fest:
„Zur Bioabfallsammlung soll ein möglichst dicht schließender Behälter und keine unkontrolliert belüftete Biotonne verwendet werden. Damit wird die Anlockung wie auch die Zutrittsmöglichkeit von Fliegen verringert. Eine offene Belüftung verstärkt den Fliegenanflug, während sich die damit angestrebte Geruchsminimierung nicht nachweisen ließ. Daher sollten die Behälterdeckel ständig geschlossen und der Behälterrand möglichst sauber gehalten werden.“
Bei dem antibakteriell beschichteten Behälter wird der Wirkstoff Triclosan direkt bei der Behälterproduktion dem Kunststoffgranulat beigemischt und wandert während der gesamten Lebensdauer des Behälters an die Kunststoffoberfläche. Dort soll er die Anhaftung von Bakterien und Pilzen verhindern. Er wirkt jedoch nur dort, wo der Bioabfall an den Innenwandungen Kontakt zum Behälter hat. Außerdem sollte nach Ansicht des Bundesinstituts für Risikobewertung (BfR) die Substanz aufgrund der offenen Fragen hinsichtlich der Resistenzentwicklung ausschließlich als Desinfektionsmittel im medizinischen/tiermedizinischen Bereich eingesetzt und nicht als Additiv für Gebrauchsgegenstände zugelassen werden.
Der Behälter mit dichtschließendem Bio-Filterdeckel hat sich in der Praxis bewährt. Mit seiner umlaufenden Gummidichtung schließt er den Behälter ab und hält Fliegen und Maden fern. Im Kernstück des Filterdeckels, dem Biofilter, bauen Mikroorganismen im Filtermaterial Geruchsstoffe ab. Gleichzeitig werden durch die Feuchtigkeit in der Biotonne Schimmelpilzsporen im Wasserfilm gebunden, damit wird die Ausbreitung gesundheitsgefährdender Sporen gebremst. Das Filtermaterial auf Basis von Kokosfasern muss nur alle zwei Jahre gewechselt werden. Es wird nach dem Austausch über die Biotonne entsorgt. Mit dieser Behältertechnologie soll ermöglicht werden, das Abfuhrintervall ohne Hygiene- und Akzeptanzeinbußen auf einen mindestens 14-täglichen Rhythmus zu strecken oder ein modernes Behältersystem mit Transponder einzusetzen, um nach Anzahl der Behälterleerungen abzurechnen.

## Verarbeitung und Verbleib
Der biologische Abbau bzw. Umbau organischer Abfälle durch Mikroorganismen unter aeroben Bedingungen (mit Luftsauerstoff) wird als Kompostierung bezeichnet. Für diesen mikrobiologischen Abbauprozess ist eine ausreichende Feuchtigkeit (Versorgung der Mikroorganismen mit Nährstoffen in wässriger Lösung) und Zufuhr von Luftsauerstoff erforderlich. Bei der Kompostierung wird durch Mischung von feuchtem, z. T. strukturarmen Bioabfall mit zerkleinerten Gartenabfällen eine gut durchlüftungsfähige Materialstruktur eingestellt. Anschließend erfolgt durch das Umsetzen des Haufwerks (Miete) mit beispielsweise Radladern, Umsetzern oder – bei der Eigenkompostierung – von Hand. In Kompostwerken erfolgt häufig zusätzlich eine gezielte Be- oder Entlüftung der Mieten.

### Verfahrensschritte im Kompostwerk
Annahme und Sichtung des Bioabfalls – Aussortierung von Störstoffen über beispielsweise Magnetabscheider, Windsichter etc. – Durchmischung der Bioabfälle (Struktureinstellung) – Aufsetzen der Miete – Umsetzen und Belüftung – Absiebung des Kompostmaterials.

### Vermarktung
Die Auswertung der Absatz- und Vermarktungswege von 3 Mio. Tonnen Kompost zeigen, dass die Landwirtschaft mit mehr als 50 % der wichtigste Abnehmer ist. Kompost wird hier als Mehrnährstoff- und Humusdünger eingesetzt. Dieser Bereich hat nicht zuletzt durch die gestiegenen Düngemittelpreise einen deutlichen Zuwachs erfahren. Des Weiteren wird Kompost u. a. auch als Substratkomponente in den Bereichen Hobbygartenbau, Rekultivierung und Landschaftsbau eingesetzt.

### Absatzstruktur
Die Absatzstruktur ist im Einzelfall sehr stark durch die regionalen Gegebenheiten bestimmt. In ländlichen Gebieten mit geringen landschaftsbaulichen Aktivitäten nimmt die Landwirtschaft das größte Nachfragepotential ein. Andere Absatzbereiche sind hier weniger gefragt. Anders ist die Absatzlage in vielfältig strukturierten Regionen, wo vermehrt auch Kompost durch den Landschafts-, Hobby- und Erwerbsgartenbau oder für den Einsatz in Sonderkulturen nachgefragt wird.

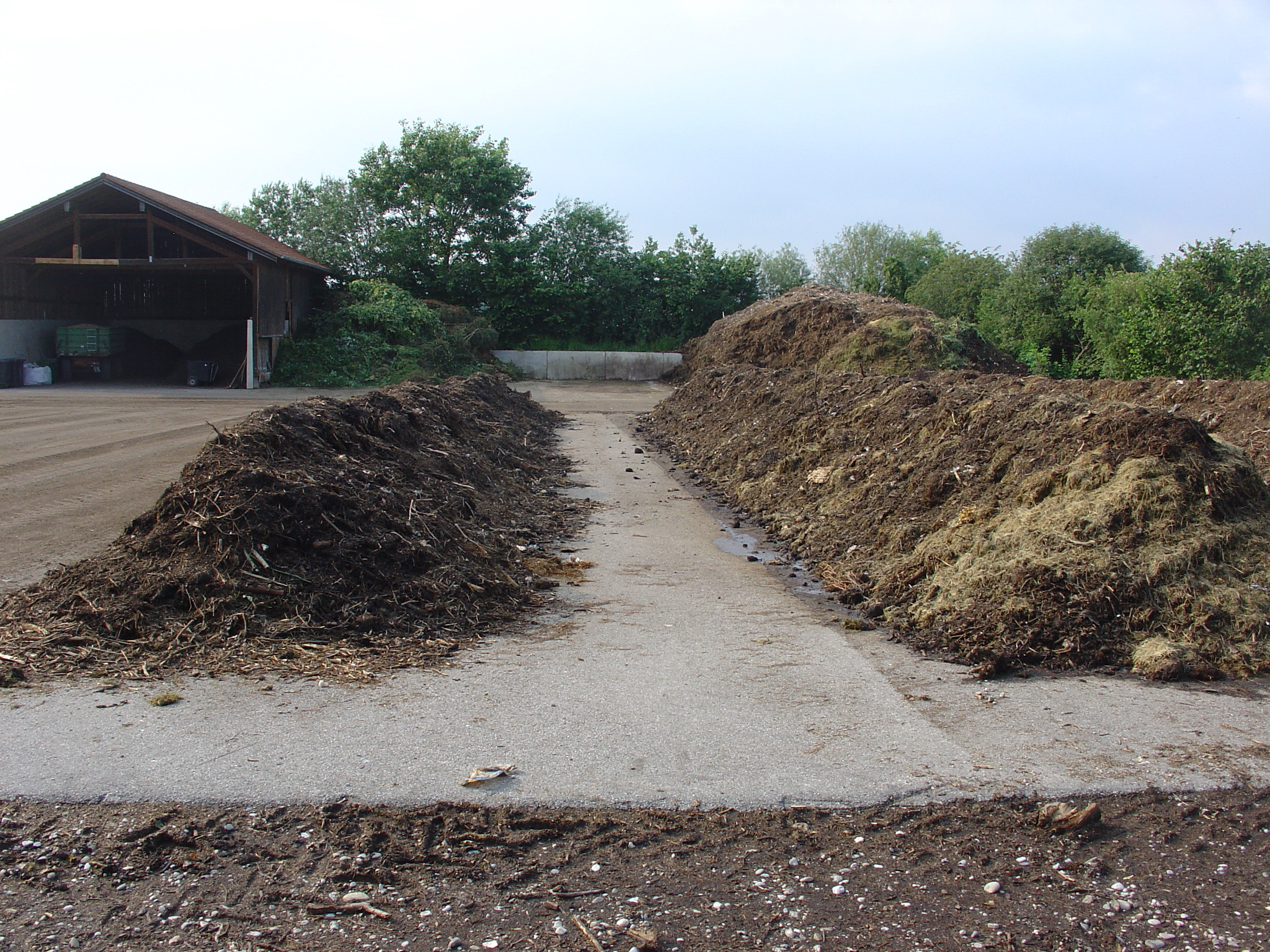
Ländliche Kompostierungsanlage für Biomüll und Gartenabfälle

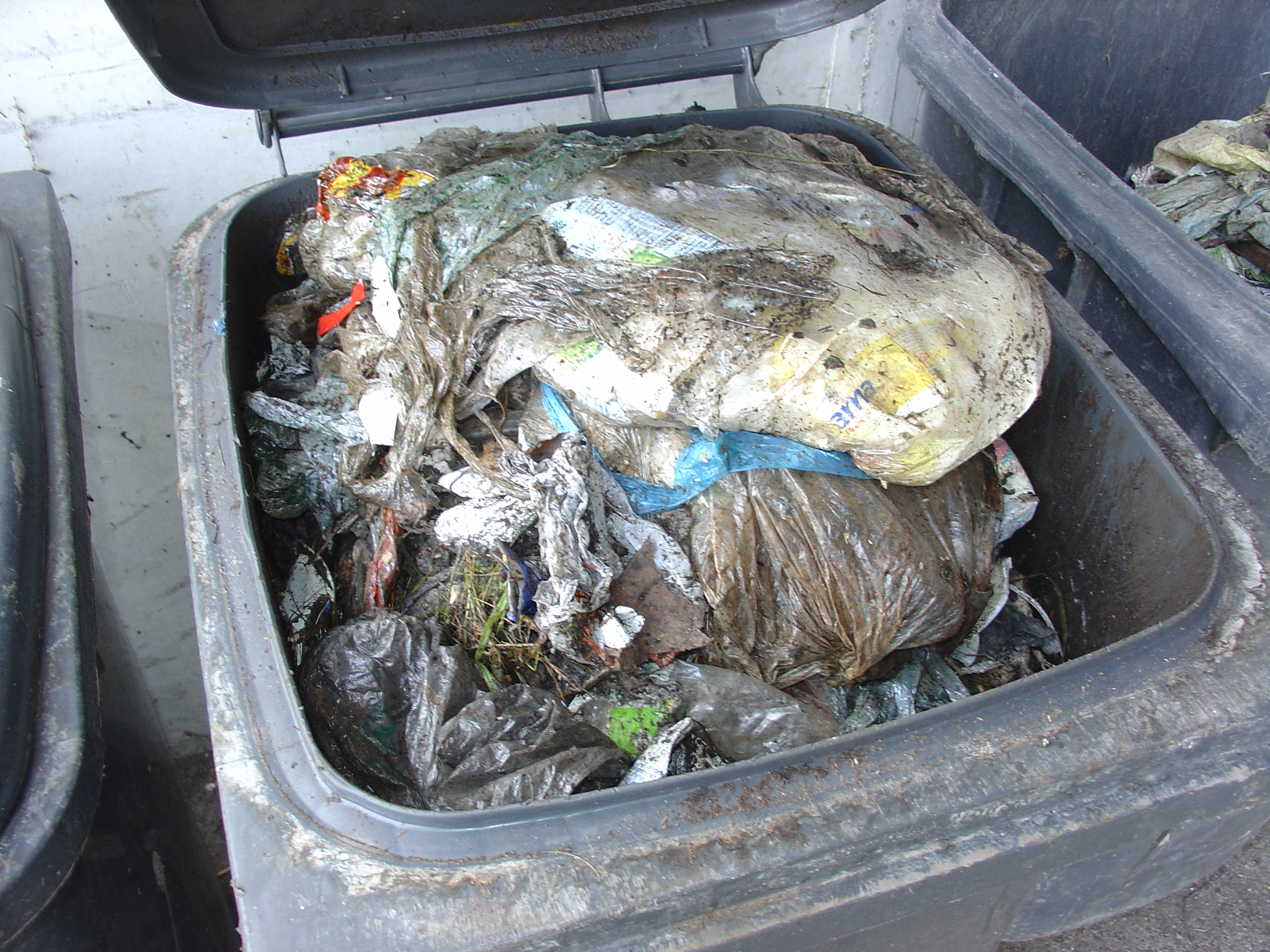
Aus Biomüll aussortierte Störstoffe

## Geschichte
Schon 1937 versuchte man in Deutschland, Küchenabfälle sinnvoll zu verwerten. In der DDR wurden Speisereste und Küchenabfälle ab 1953 gesammelt und regionalen Schweinemastbetrieben als Futterrohstoff zugeführt.
Die erste Biotonne Deutschlands wurde 1981 durch die Organische Müllabfuhr (OMA) in Würzburg aufgestellt. Hervorgegangen war dieses im Stadtteil Zellerau begonnene Modellprojekt zur Wiederverwertung von Bioabfällen aus einer studentischen Initiative. Eine weitere Biotonne wurde 1983 im nordhessischen Witzenhausen eingeführt. An deren Entstehung war unter anderem das Fachgebiet Landschaftsökologie und Naturschutz der Universität Kassel unter der Leitung von Helge Schmeisky beteiligt. Der Durchbruch für die Einführung von Bioabfallverwertungen in Deutschland erfolgte Anfang bis Mitte der 1990er Jahre. Am 1997 in Betrieb gegangenen Kompostwerk der Stadt Würzburg hatte die Initiative der Würzburger OMA als dessen Vorgängerprojekt 2007 noch eine Eigenbeteilung von 10 Prozent.

## Schadstoffe und gesundheitliche Aspekte

### Kunststoffe
Die meisten Bioabfälle aus Haushalten und Kommunen sind mit verschiedenen Kunststoffen verunreinigt. Siebverfahren und Sichtung können diese Verunreinigungen deutlich reduzieren, aber nie vollständig entfernen. Darüber hinaus erlauben die meisten Länder eine gewisse Menge an Fremdstoffen, wie z. B. Kunststoffe in Düngemittel; so erlaubt Deutschland, das eine der weltweit strengsten Vorschriften zur Düngemittelqualität hat, bis zu 0,1 Gewichts-% Kunststoffe. In dieser Verordnung werden Partikel kleiner als 2 mm nicht einmal berücksichtigt. So können organische Düngemittel eine Quelle für Mikroplastik sein.
Am 20. April 2018 starteten 23 Betriebe aus Schleswig-Holstein, Niedersachsen, Hamburg und Mecklenburg-Vorpommern eine überregionale Kampagne, um die konventionellen Plastiktüten und die angeblich „kompostierbaren Plastiktüten“ aus den Biotonnen zu verbannen. Vom 8. bis am 29. September 2018 fand die Aktion Biotonne Deutschland statt. In dieser bundesweiten Kampagne wurde, neben der Bekanntmachung der Biotonne selbst, auf das Plastikproblem im Sammelgut hingewiesen.
Zudem werden auch mit Polyethylenwachs behandelte Schalen, etwa von Ananas, Avocados, Mangos, Melonen, Papayas und Zitrusfrüchten, über die Biotonne „entsorgt“, womit noch mehr Polyethylen in die Umwelt gelangt.

### Schwermetalle
Im Wesentlichen werden Schwermetallgehalte in Komposten bedingt durch den Schwermetallgehalt des Ausgangsmaterials (Küchen-, Garten- und Landschaftsabfälle). Diese unterliegen z. T. natürlichen (geogenen) und z. T. anthropogenen Einträgen. Schwermetalle werden als chemische Elemente in der Natur nicht abgebaut und können sich in Pflanzen, Tieren und Ökosystemen anreichern. Mit dem Schwermetallprotokoll der Genfer Luftreinhaltekonvention von 2003 soll das Ziel einer europaweiten Verminderung der weiträumigen, grenzüberschreitenden Luftbelastung durch Schwermetallemissionen befördert werden.
Eine weitere, häufig genannte Ursache ist der Schwermetalleintrag durch erhöhte Fehleinwürfe (Störstoffe beispielsweise Glas, Kunststoff, Metall), wie in der Untersuchung von Rösch (1996). In der seit 1998 gültigen Bioabfallverordnung werden Grenzwertregelungen für die zur Anwendung kommenden Komposte (max. Schwermetall- und Fremdstoffgehalte etc.), für die Anwendung in Land- und Forstwirtschaft, Nachweispflichten… getroffen. Die Beeinflussung der Schwermetallgehalte durch Fremdstoffe bei Komposten, die den Grenzwert für den Fremdstoffanteil (weniger als 0,5 % des Gewichts) einhalten, ist eine Beeinflussung weitestgehend auszuschließen.
Eine ausführliche Betrachtung der Schwermetallthematik u. a. auch von Kompost findet sich in dem Artikel zum Stand der fachlichen Weiterentwicklung des BMU/BMELV-Konzeptes „Gute Qualität und sichere Erträge“. Hier kommt man zu dem Schluss, dass die getrennte Sammlung von Bioabfällen ein Garant für hochwertige Komposte ist, die als Produkte vermarktet werden.

### Gesundheitliche Aspekte
Das Bundesgesundheitsamt in Berlin weist darauf hin, dass es für abwehrgeschwächte Menschen eine gesundheitliche Gefährdung durch die Bioabfalltonne gibt. Als gefährdete Risikogruppen gelten: Leukämiekranke, Patienten, bei denen infolge einer Organtransplantation das Abwehrsystem medikamentös unterdrückt ist, chronisch Lungen-, Leber- und Nierenkranke, Patienten, die unter Kortikosteroidbehandlung stehen. Dass sich besonders gefährdete Personen in allen Lebenslagen vorsichtiger verhalten als ihre Mitmenschen, ist Gegenstand gesundheitlicher Aufklärung und ein wichtiges Ziel des Bundesgesundheitsamtes.
Unter Information zum Bio-Müll findet sich eine umfangreiche Auflistung möglicher gesundheitlicher Gefahren durch Bioabfall.
„Bei Einhaltung der gängigen Hygienegepflogenheiten besteht für gesunde Bürger, d. h. Personen mit nicht massiv beeinträchtigtem Immunsystem beim Umgang mit der Mülltonne und Kompostierung keine Gefährdung“ (H. Lange-Aschenfeldt).

### Umgang mit der Biotonne
- Bioabfälle sind leicht zersetzbar und können unter ungünstigen Bedingungen in Fäulnis übergehen mit der Folge, dass Geruchsemissionen entstehen. Fäulnisprozesse entstehen unter Luftabschluss. Dies ist beispielsweise der Fall, wenn Bioabfälle in der Tonne zu einer „nassen Pampe“ verbacken. Es sollte daher darauf geachtet werden, dass eher nasse und eher trockene Bioabfälle gemischt in die Biotonne kommen.

- Reste von Fisch und Fleisch werden von Fliegen zur Eiablage besonders bevorzugt. Um sie davon abzuhalten und zu vermeiden, dass Maden die Biotonne bevölkern, sollen Reste von Fisch und Fleisch in Zeitungspapier eingewickelt und erst dann in die Biotonne gegeben werden. Zeitungspapier ist in der Biotonne unproblematisch, auch sehr nasse Bioabfälle können so eingeschlagen werden, um die Feuchtigkeit in der Tonne zu regulieren. Bei tierischen Lebensmitteln ist allerdings zu beachten, dass diese (je nach Art der Weiterverarbeitung des Biomülls) in einigen Kommunen nicht in den Biomüll gegeben werden dürfen.

- Die Biotonne sollte schattig stehen. In der prallen Sonne erhöhen sich die Temperaturen in Sammelgefäßen deutlich. Dies gilt auch für die Restmülltonne und anderen Sammelgefäße. In der Biotonne sind erhöhte Temperaturen besonders unerwünscht, weil mit steigenden Temperaturen die Zersetzungsvorgänge der organischen Abfälle und damit potentielle Geruchsbelästigungen zunehmen.

### Eigenkompostierung
Eine Abhandlung zum Thema Kompost und dem Umgang mit Biomüll findet sich unter.
Dort heißt es: „Essensreste werden von einigen Fachleuten kritisch beurteilt. Der Zuzug von Lästlingen wie Ratten und Mäusen wird befürchtet, vor allem wird aber befürchtet, dass die Temperaturen im Komposthaufen für eine Hygienisierung nicht ausreichen. Gekochte Essensreste, insbesondere Fleisch, werden besonders gerne von solchen Pilzen besiedelt, deren Sporen bei immungeschwächten Menschen toxisch wirken können.“

### Arbeitsmedizinische Aspekte
Die Bundesanstalt für Arbeitsschutz und Arbeitsmedizin veranlasste Untersuchungen zur gesundheitlichen Gefährdung von Arbeitnehmern der Abfallwirtschaft in Kompostierungsanlagen. Im Rahmen der Studie wurden 42 Kompostierungsanlagen in den Jahren 1996 und 1997 jeweils von April bis November aufgesucht. In den in mehreren Bundesländern gelegenen Betrieben nahmen fast 200 Kompostwerker an dem Projekt teil. Die Kontrollgruppe bildeten Bedienstete einer oberen Landesbehörde mit Büro- und Laborarbeitsplätzen. „Als Ergebnis ist festzuhalten, dass Erkrankungen der Atemwege und Lunge wie chronische Bronchitis, Asthma bronchiale und exogen allergische Alveolitis bei Kompostwerkern nicht signifikant höher angetroffen wurden als bei der Kontrollgruppe. Dies gilt ebenso für Allergien, Erkrankungen des Bewegungsapparates und der Haut…“ Eine relativ niedrige Erkrankungsrate bei den Kompostwerkern ist nach Ansicht der Wissenschaftler zurückzuführen auf die arbeitsschutzorientierte Ausstattung der Sortierarbeitsplätze und Radladerkabinen, nur spitzenförmig auftretende Emissionen bei der Materialaufbereitung sowie auf Verdünnungseffekte bei offenen Kompostierungsanlagen.

### Schimmelpilze
Zur Thematik Schimmelpilze und Biotonne äußerte sich das Robert Koch-Institut (Herausgeber ist das Referat für Öffentlichkeitsarbeit):
„Seit einigen Jahren wird darauf hingewiesen, dass die Biotonne als Streuquelle für Schimmelpilzsporen ein Gesundheitsrisiko für schwer immungeschwächte Patienten birgt. In der Tat begünstigt die Wärme, die bei der Verrottung von organischem Material entsteht, das Wachstum humanpathogener Pilze, besonders Aspergillus fumigatus … Aus diesen Gründen befürwortet das Robert-Koch-Institut zumindest für die Sommermonate eine wöchentliche Leerung von Bio- wie auch Restmülltonnen. Es wird allerdings oft übersehen, dass der normale Haushalt noch sehr viel mehr Quellen für Pilze bietet, die zu deutlich höherer Exposition führen können, als sie beim Öffnen der Biotonne zu erwarten ist: verschimmelte Lebensmittel … aber auch Gewürze wie gemahlener Pfeffer … Für Gesunde sind die Schimmelpilze ungefährlich … Des Weiteren sollten Müllbehälter, nicht nur die Bioabfallbehälter, täglich geleert und gereinigt werden. Zu beachten ist darüber hinaus, dass bei manchen Renovierungsarbeiten – beispielsweise wenn fest verlegte Teppiche … entfernt werden, Staub aufgewirbelt wird, der große Mengen an Pilzen enthalten kann …“

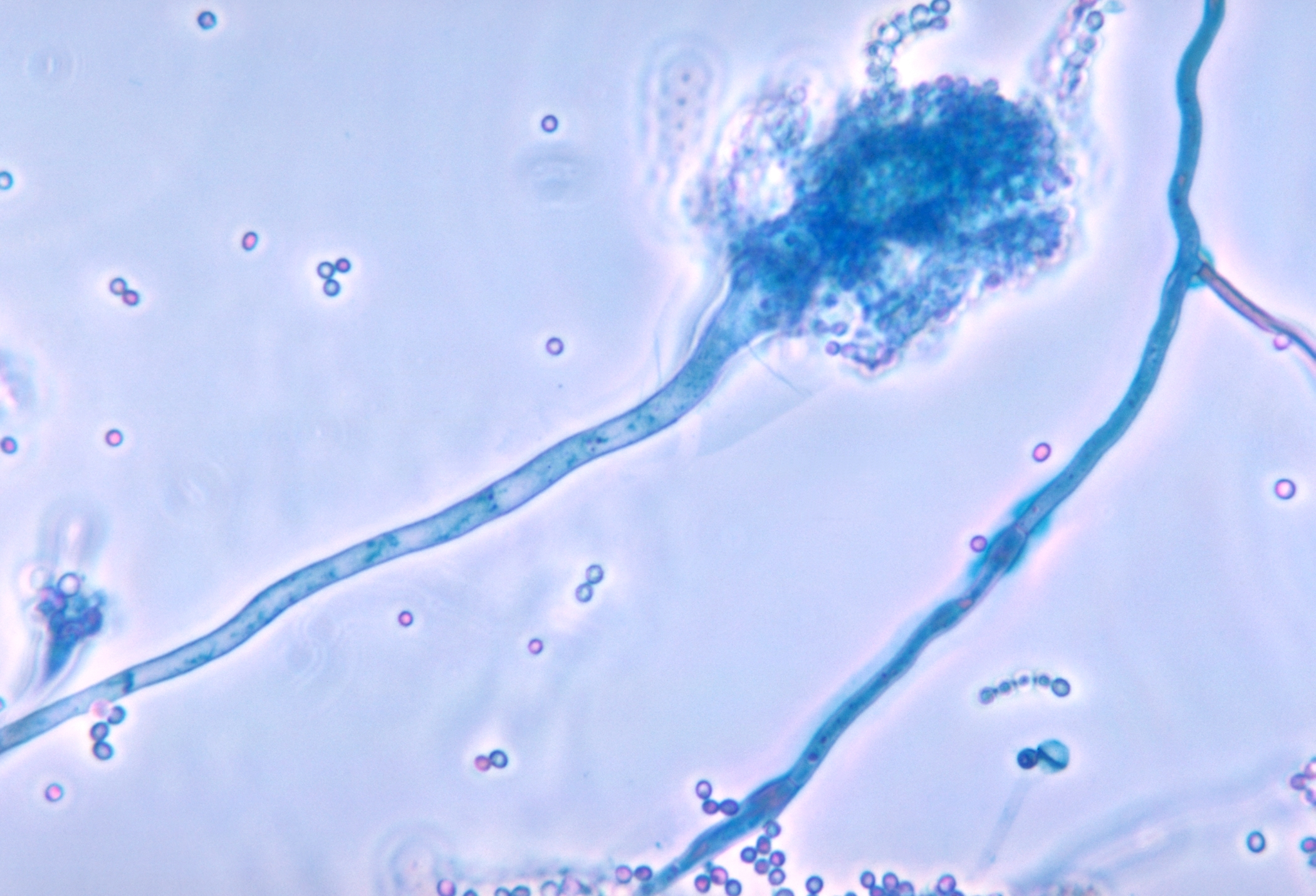
Schimmelpilz aspergillus fumigatus im Biomüll